# Стадіон Короля Віллема II
«Стадіон Короля Віллема II» (нід. Koning Willem II Stadion) — багатофункціональний стадіон у Тілбурзі, Нідерланди, домашня арена ФК «Віллем II».
Стадіон відкритий 1995 року як «Стадіон Віллема II» на місці старого стадіону «Ґемеентелійк Спортпарк Тілбург», знесеного у 1992 році. У 2000 році арена була реконструйована, у результаті чого було додано бізнес-ложі, ресторани, конференц-зали, бізнес-клуб та фан-бар.
У 2009 році до назви арени було додано слово «Король» (нідерландською  «Koning»), після чого стадіон отримав назву «Стадіон Короля Віллема II».
Окрім футбольних матчів на арені проводяться спортивні та культурні заходи.